# Salterio de Sofía

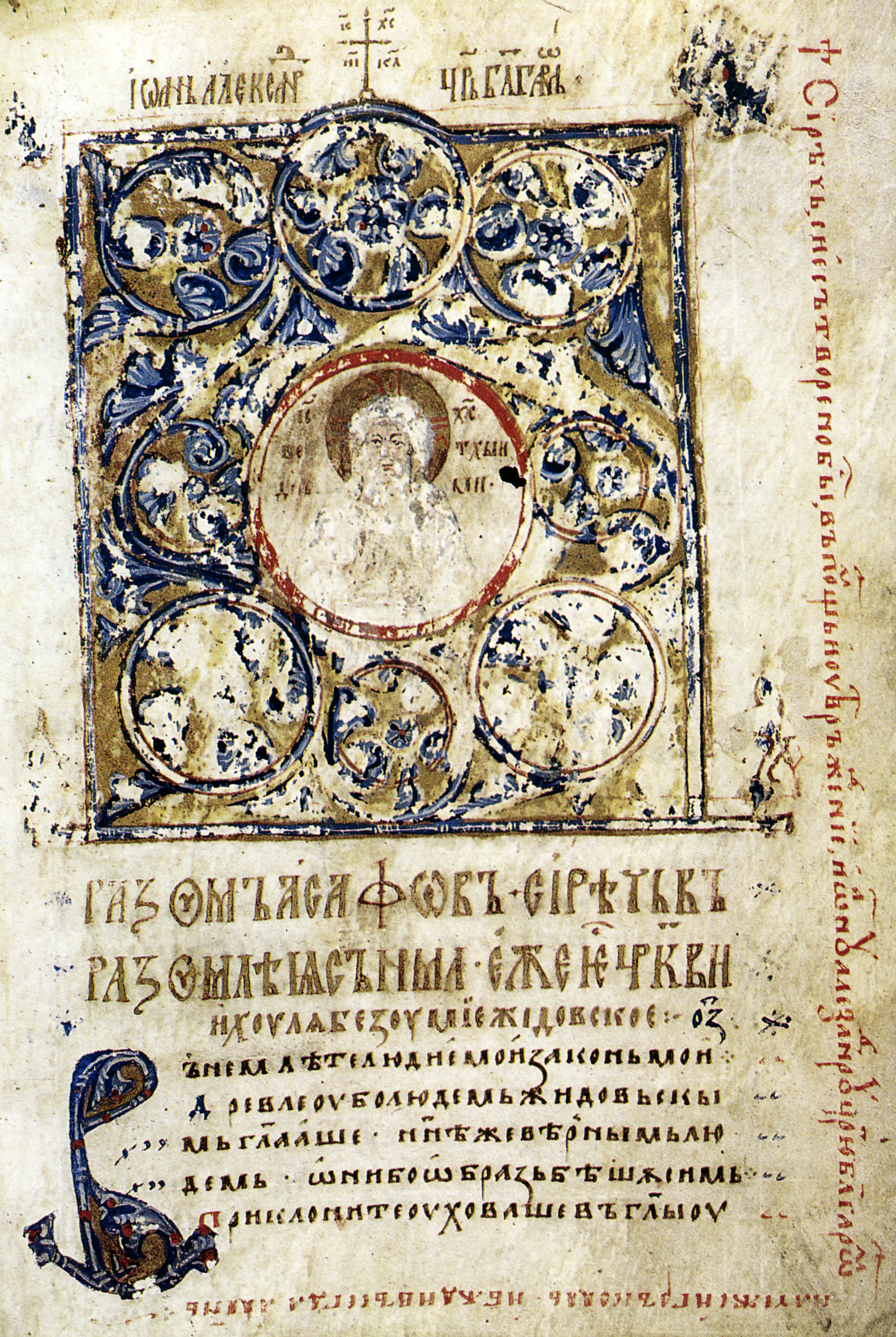
El Salterio de Sofía (1337).

El Salterio de Sofía (en búlgaro: Софийски песнивец, Sofiyski pesnivets), también conocido como Salterio de Iván Alejandro o el Salterio de Kuklen, es un salterio iluminado búlgaro del siglo XIV. Fue producido en 1337 y perteneció a la familia real del zar Iván Alejandro de Bulgaria. 
El salterio, que consiste en 318 folios de pergamino, está escrito en cirílico búlgaro y contiene el texto de los Salmos junto con la interpretación por Eusebio de Cesarea, así como el Símbolo niceno y una interpretación del Padre nuestro. De especial importancia es la Alabanza a Iván Alejandro, quien ordenó el manuscrito, contiene en los folios 311a-312b.
El manuscrito es parte de la colección de la Biblioteca de la Academia de Ciencias de Bulgaria en Sofía.